# Sínodo de Hipona
El Sínodo de Hipona  se celebró el 393 en Hipona en África septentrional por la Iglesia Católica. Adicionalmente se celebraron Concilios plenarios en 394, 397, 401 y 426. A algunos asistió Agustín de Hipona.
El sínodo de 393 es más conocido por dos actos distintos. En primer lugar, fue uno de los primeros concilios que enumeró y aprobó un canon bíblico cristiano que corresponde estrechamente con el canon actual de la Iglesia católica mientras que se queda corto respecto a la Iglesia ortodoxa oriental. La lista del canon aprobada en Hipona incluye los libros clasificados posteriormente por los católicos como libros deuterocanónicos y por los protestantes como Apócrifos La lista canónica fue aprobada posteriormente en el  Concilio de 397 a la espera de ser ratificada por la "Iglesia del otro lado del mar", es decir, la Sede de Roma.
El concilio también reafirmó el origen apostólico del requisito del continencia clerical y lo reafirmó como un requisito para todos los ordenados, además de exigir que todos los miembros de la casa de una persona deben ser cristianos antes de que esa persona pueda ser ordenada. En el sínodo también se aclararon las normas relativas a la sucesión clerical, así como ciertas consideraciones litúrgicas.

## Escrituras canónicas
Las escrituras canónicas se enumeran en el canon XXIV de la siguiente manera:

Génesis, Éxodo, Levitico, Números, Deuteronomio, Josué hijo de Nun, Los Jueces, Rut, Reyes cuatro libros, Crónicas dos libros, Job, los Salterio, cinco libros de Salomón, los Doce Libros de los Profetas, Isaías, Jeremías, Ezequiel, Daniel, Tobit, Judit, Esther, Ezra dos libros,  Macabeos dos libros. 
Del Nuevo Testamento: 
Los Evangelios cuatro libros, Hechos de los Apóstoles un libro, Epístolas de Pablo catorce libros, Epístolas de Pedro, el Apóstol dos libros, Epístolas de Juan, el Apóstol tres libros, Epístolas de Santiago, el Apóstol un libro, una de epístola de Judas el Apóstol, Revelación de Juan, un libro.

.
Los "cinco libros de Salomón", según Agustín, eran Proverbios, Eclesiastés, Cantar de los Cantares, Sabiduría de Salomón, y  Eclesiástico.
En el De doctrina Christiana, Agustín explica la relación entre los dos libros de Esdras/Esdras y su separación con las Crónicas (en parte incluidas en el 1 Esdras de la Septuaginta): "... y los dos de Ezra, que los últimos parecen más bien una secuela de la historia regular continua que termina con los libros de Reyes y Crónicas.